# مي المصري
مي المصري مخرجة أفلام لبنانية من أصول فلسطينية، ولدت في عمّان عام 1959. تعلمت في الولايات المتحدة وأخرجت ثمانية أفلام. زوجها مخرج الأفلام اللبناني جان شمعون عام 1982م، وقاما بعمل العديد من الأفلام سوياً وتزوجا عام 1986م وأنجبا ابنتين نور و هناء.

## النشأة
ولدت مي لرجل أعمال فلسطيني ثري من نابلس هو منيب المصري وأم أمريكية من تكساس. تربّت في بيروت حيث عاشت معظم حياتها. تخرجت من جامعة سان فرانسيسكو عام 1981م. بعد ذلك عادت إلى بيروت وبدأت في إخراج الأفلام.
فازت مي وجان بجائزة Trailblazer في مهرجان Cannes MIPDoc الدولي، الذي أقيم في مدينة كان في 2 نيسان 2011 تقديرا للعمل الرائد.
تتركز أفلامها على فلسطين والشرق الأوسط وفازت بالعديد من الجوائز في مهرجانات الأفلام في جميع أنحاء العالم.

## قائمة الأفلام
|    |                       |                                                                 |
| 1. | 33 يوم                | (2007)                                                          |
| 2. | يوميات بيروت          | (2006)                                                          |
| 3. | حدود الأحلام والمخاوف | (2001)                                                          |
| 4. | أطفال شاتيلا          | (1998)                                                          |
| 5. | أطفال النار           | (1990)                                                          |
| 6. | مرأة من جنوب لبنان    | (1986)                                                          |
| 7. | جيل الحرب             | (نال جائزة مهرجان نيويورك السينمائي وعرض على شاشة "البي بي سي") |
| 8. | أحلام المنفى          |                                                                 |
| 9. | امرأة في زمن التحدي   |                                                                 |

## وصلات خارجية
- مي المصري على موقع IMDb (الإنجليزية)
- مي المصري على موقع روتن توميتوز (الإنجليزية)
- مي المصري على موقع قاعدة بيانات الأفلام العربية
- مي المصري على موقع ألو سيني (الفرنسية)
- مي المصري على موقع أول موفي (الإنجليزية)
- مي المصري على موقع قاعدة بيانات الأفلام السويدية (السويدية)
- مي المصري على موقع قاعدة بيانات الفيلم (الإنجليزية)
- مي المصري على موقع كينوبويسك (الروسية)

- Mai Masri at قاعدة بيانات الأفلام على الإنترنت
- Mai Masri at "Dreams of a Nation", Columbia University
- Interview
- Dubai Women's College biography
- Mai Masri Palestinian Filmmaker
- Zenith Foundation website